# Juan Ignacio Ferreras
 Juan Ignacio Ferreras Tascón (né à Tétouan en 1929 et mort en 2014) est un poète, romancier, essayiste et enseignant de littérature espagnole et de sociologie de la littérature en France, en Espagne et aux États-Unis.
Diplômé docteur par la Sorbonne à Paris et par l'Université de Madrid il est l'auteur d'ouvrages consacrés au roman espagnol et à la sociologie de la littérature.
Libre penseur et athée, il a publié de nombreux ouvrages sur ces matières.

## Œuvres
- (fr) Curso acelerado de ateísmo (Cours accéléré d'athéïsme), (avec Antonio López Campillo  (ISBN 2930390042 et 978-2930390048)
- (es) Historia de la literatura en el siglo XIX (Histoire de la littérature du XIXe siècle)
- (es) La estructura paródica del Quijote, édition critique du Don Quichotte, contenant près de 5 000 annotations
- (es) La novela de ciencia ficción (Le roman de science-fiction)
- (es) La gran parodia (La grande parodie)
- (es) España contra la modernidad (L'Espagne contre la modernité)
- (es) La santa congregación de la inocencia (La sainte congrégation de l'innocence), roman
- (es) La gran necrópolis (La grande nécropole), roman